# Hrabstwo Marquette (Wisconsin)
Hrabstwo Marquette (ang. Marquette County) – hrabstwo w stanie Wisconsin w Stanach Zjednoczonych.
Obszar całkowity hrabstwa obejmuje powierzchnię 464,42 mil² (1202,84 km²). Według szacunków United States Census Bureau w roku 2009 miało 14 727 mieszkańców. Jego siedzibą administracyjną jest Montello.
Hrabstwo zostało utworzone w 1836. Nazwa pochodzi od nazwiska jezuity i misjonarza Jacques'a Marquette'a.
Na obszarze hrabstwa znajdują się rzeki Fox, Mecan, Montello i White oraz 93 jeziora.

## Miasta
- Buffalo
- Crystal Lake
- Douglas
- Harris
- Mecan
- Montello – city
- Montello – town
- Moundville
- Neshkoro
- Newton
- Oxford
- Packwaukee
- Shields
- Springfield
- Westfield

## Wioski
- Endeavor
- Neshkoro
- Oxford
- Westfield

## CDP
- Packwaukee